# NGC 1394
NGC 1394 ist eine Linsenförmige Galaxie vom Hubble-Typ S0 im Sternbild Eridanus am Südsternhimmel. Sie ist schätzungsweise 186 Millionen Lichtjahre von der Milchstraße entfernt und hat einen Durchmesser von etwa 70.000 Lichtjahren. Vermutlich bildet sie gemeinsam mit NGC 1391 ein gravitativ gebundenes Galaxienpaar. Die Galaxie ist Mitglied der NGC-1400-Gruppe.
Im selben Himmelsareal befinden sich u. a. die Galaxien NGC 1383, NGC 1393, NGC 1402, NGC 1407.
Das Objekt wurde im Jahr 1886 vom US-amerikanischen Astronomen Francis Leavenworth entdeckt und später vom dänischen Astronomen Johan Ludvig Emil Dreyer im New General Catalogue verzeichnet.